# Pożar w klubie nocnym w West Warwick
Pożar w klubie nocnym w West Warwick – pożar, który wybuchł 20 lutego 2003 roku w klubie nocnym The Station w mieście West Warwick w stanie Rhode Island, w Stanach Zjednoczonych. W wyniku tego wydarzenia śmierć poniosło 100 osób, a 230 zostało rannych. Pożar pozostaje najtragiczniejszym wypadkiem z udziałem fajerwerków w historii USA.
Wieczorem 20 lutego 2003 roku w klubie nocnym The Station, odbywał się koncert zespołu rockowego Great White. Feralnego wieczoru, w klubie przebywały 462 osoby, mimo że maksymalna dozwolona pojemność klubu wynosiła około 400 osób. O godzinie 23:07 podczas pokazu pirotechnicznego doszło do zapłonu łatwopalnej pianki akustycznej, którą wyłożone były ściany i sufit klubu. 40 sekund od zapłonu w klubie uruchomił się alarm przeciwpożarowy. Budynek nie był jednak wyposażony w zraszacze przeciwpożarowe. Wnętrze bardzo szybko wypełniło się czarnym, gryzącym dymem. W ciągu sześciu minut od zapłonu, cały budynek ogarnęły płomienie. O godzinie 23:57, dach budynku zawalił się. Zwłoki większości ofiar znaleziono w korytarzu prowadzącym do głównego wyjścia.
Po pożarze wniesiono wiele spraw cywilnych i karnych. Daniel Biechele, kierownik trasy koncertowej Great White, który odpalił fajerwerki, przyznał się do 100 przypadków nieumyślnego spowodowania śmierci i w 2006 roku został skazany na piętnaście lat więzienia z czterema latami do odsiedzenia. Biechele został zwolniony z więzienia w 2008 roku po tym, jak niektóre rodziny ofiar wyraziły poparcie dla jego zwolnienia warunkowego. Jeffrey i Michael Derderian, właściciele The Station, przyznali się do zaniedbań i uniknęli procesu – Michael otrzymał taki sam wyrok jak Biechele i został zwolniony z więzienia w 2009 roku, podczas gdy Jeffrey otrzymał wyrok 500 godzin prac społecznych.